# Petar Merkov
Petar Merkov (n. 3 noiembrie 1976, Plovdiv, Republica Populară Bulgaria) este un canoist ce a reprezentat Bulgaria, medaliat olimpic. A participat la 3 ediții ale Jocurilor Olimpice (1996, 2000, 2004) în care a câștigat două medalii de argint.